# TSV St. Johann
Der Turn- und Sportverein St. Johann im Pongau, kurz TSV St. Johann und offiziell TSV McDonald’s St. Johann im Pongau, ist ein Fußballverein aus dem Bundesland Salzburg in Österreich und spielt seit der Saison 2007/08 in der Regionalliga West (3. Spielklasse). Die Vereinsfarben des TSV sind Schwarz und Grün.

## Geschichte
Der Gesamtverein wurde 1949 gegründet. Von Anfang an gab es auch eine Fußballsektion. Aufgrund deren Größe wurde diese Anfang 2007 als eigenständige Sektion ausgegliedert.
1970/71 und 1971/72 spielte der Verein in der Regionalliga West (damals die zweithöchste Spielklasse).

## Erfolge
- 1970 Meister der Salzburger Landesliga
- 2005/06 Vizemeister der Salzburger Landesliga
- 2006/07 Herbstmeister der Salzburger Landesliga
- 2007/08 Meister der Salzburger Landesliga

## Trainer
- Franz Aigner (2007–2009, 2012–2016)